# 豊田市立岩倉小学校
豊田市立岩倉小学校（とよたしりつ いわくらしょうがっこう）は、愛知県豊田市岩倉町にある公立小学校。

## 概要
- 旧・東加茂郡松平町の小学校であり、校区は岩倉町、巴町、松平志賀町（一部）である。公立中学校に進学する場合は豊田市立松平中学校へ進学する[1]。

## 沿革
- 1875年（明治8年）2月 - 岩倉村に第9番中学区内第123番小学岩倉学校が開校する。岩倉村、赤原村の児童が通学する。
- 1881年（明治14年） - 東加茂郡第16番小学岩倉学校に改称する。
- 1882年（明治15年） - 校舎を新築し、移転する。
- 1883年（明治16年） - 東加茂郡第16学区公立小学岩倉学校に改称する。
- 1887年（明治20年） - 東加茂郡尋常小学岩倉学校に改称する。
- 1889年（明治22年）10月1日 - 岩倉村、赤原村、六ツ木村が合併し、志賀村が発足。
- 1992年（明治25年） - 志賀村立岩倉尋常小学校に改称する。
- 1906年（明治39年）5月1日 - 松平村、小川村、志賀村、豊栄村の大部分（所石・簗山・提立・椿木・歌石・大田・茅原・羽明・大津・大楠・下屋敷・杉ノ木・仁王・正作・東宮口・真垣内・南篠平・日明・二口）、穂積村の一部（二本木・西野・重田和・白瀬・酒呑）が合併し、松平村が発足。
- 1907年（明治40年）1月1日 - 東加茂郡松平村岩倉尋常小学校に改称する。
- 1908年（明治41年） - 岩倉尋常小学校、幸海尋常小学校、九久平尋常小学校の合併が村議会で検討されたが、住民の反対により中止となる。
- 1910年（明治43年） - 教室不足のため、旧・志賀村役場の一部を仮教場とする。
- 1915年（大正4年）4月 - 校舎を新築する。
- 1919年（大正8年）4月 - 高等科を設置し、東加茂郡松平村岩倉尋常高等小学校に改称する。
- 1931年（昭和6年）3月 -  高等科を廃止し、東加茂郡松平村岩倉尋常小学校に改称する。
- 1941年（昭和16年）4月1日 - 東加茂郡松平村立岩倉国民学校に改称する。
- 1947年（昭和22年）4月1日 - 松平村立岩倉小学校に改称する。
- 1952年（昭和27年）9月 - 校舎を増築する。
- 1961年（昭和36年）11月1日 - 松平村が町制施行して松平町が発足。同時に松平町立岩倉小学校に改称する。
- 1962年（昭和37年） -
  - 校舎を新築（鉄筋コンクリート造）する。
  - 松平町の地名変更により、赤原・六ツ木が志賀となる。
- 1970年（昭和45年）4月1日 - 松平町が豊田市に編入合併される。同時に豊田市立岩倉小学校に改称する。
- 1973年（昭和48年） - 町名変更により、岩倉が岩倉町、志賀が豊田志賀町となる。
- 1986年（昭和61年） - 松平志賀町の一部をと岩倉町の一部で、巴町を設置する。

## 交通アクセス
- 名鉄バス岡崎・足助線「九久平団地口」バス停より徒歩約8分。
- とよたおいでんバス【10系統　下山・豊田線】「九久平団地口」バス停より徒歩約8分。

## 周辺施設
- 豊田市立松平中学校
- 豊田市立九久平小学校
- 豊田市中消防署松平出張所
- 豊田東JCT（新東名高速道路・伊勢湾岸自動車道・東海環状自動車道）
- 豊田市松平支所